# Sportåret 1949

## Händelser

### Amerikansk fotboll
- Philadelphia Eagles besegrar Los Angeles Rams med 14 - 0 i NFL-finalen.
- Cleveland Browns besegrar San Francisco 49ers med 21 - 7 i AFC-finalen

### Bandy
- 27 februari - Nässjö IF blir svenska mästare genom att i finalen besegra Edsbyns IF med 7–1 på Perstorpsgölen.[1][2]

### Baseboll
- 9 oktober - American League-mästarna New York Yankees vinner World Series med 4-1 i matcher över National League-mästarna Brooklyn Dodgers.[3]

### Basket
- 13 april - Minneapolis Lakers vinner BAA-mästerskapet genom att besegra Washington Capitols i finalserien med 4-2 i matcher.[4]
- 22 maj - Egypten vinner herrarnas Europamästerskap i Kairo före Frankrike och Grekland.[5]

### Bordtennis

#### VM
- Lag, herrar – Ungern
- Lag, damer – USA
- Herrsingel – Johnny Leach, Storbritannien
- Damsingel – Gizela Fárkas, Ungern

### Brottning

#### EM
- Vid EM i Istanbul tävlar Kurt Pettersén för första gången i fristil och vinner för tredje gången ett EM-silver.

#### SM
- Kurt Pettersén blir svensk mästare för åttonde gången i grekisk-romersk stil, bantamvikt.

### Cykel
- Giro d'Italia vinns för tredje gången av Fausto Coppi, Italien
- Tour de France vinns av Fausto Coppi, Italien
- Vuelta a España  - Ingen tävling.
- Linjeloppet i VM vinns av Rik van Steenbergen, Belgien

### Fotboll
- Januari – Gunnar Nordahl blir Sveriges första utlandsproffs när han skriver på för AC Milan.[6][7] Även Bertil Nordahl, Gunnar Gren och Nils Liedholm flyttar under året till Italien.
- 1 januari - Hongkong spelar sin första officiella landskamp i fotboll, då man i Hongkong faller med 2-5 mot Sydkorea.[8]
- 25 januari - Macao spelar sin första officiella landskamp i fotboll, då man i Macao faller med 1-5 mot Sydkorea.[9]
- 30 april - Wolverhampton Wanderers FC vinner FA-cupfinalen mot Leicester City FC med 3-1 på Wembley Stadium.[10]
- 4 maj - Ett flygplan med bland andra praktiskt taget hela spelar- och ledartruppen i Torino Calcio havererar mot ett berg varvid samtliga ombord omkommer.[11] Kvar var en skadad spelare som var kvar på hemorten och den ungerske spelaren László Kubala som skulle teckna kontrakt men ej följde med på grund av sonens ohälsa.
- 11 maj – Brasilien vinner sydamerikanska mästerskapet genom i finalen utklassa Paraguay med 7-0 i Río de Janeiro.[12]
- 24 juli – AIK vinner Svenska cupen genom att finalslå Landskrona BoIS med 1-0 i Solna.[13]
- 30 juli - Cypern spelar sin första landskamp i fotboll, och förlorar med 1-3 mot Israel.[14]
- 4 september - Publikrekord noteras på Fredriksskans IP då över 15 093 åskådare ser matchen Kalmar FF–Malmö FF (1–2).[15]
- Okänt datum – Copa del Rey vinns av Valencia CF
- Okänt datum – Franska cupen vinns av Racing Club de Paris
- Okänt datum – Skotska cupen vinns av Rangers FC

#### Ligasegrare / resp. lands mästare
- Belgien – RSC Anderlecht
- Danmark – Kjøbenhavns Boldklub
- England - Portsmouth FC
- Frankrike - Stade de Reims
- Italien - Torino Calcio
- Nederländerna – SVV Schiedam
- Spanien - FC Barcelona
- Skottland - Rangers FC
- Sverige - Malmö FF
- Tyskland (västra ockupationszonen) - VfR Mannheim

### Friidrott
- 31 december - Viljo Heino, Finland vinner Sylvesterloppet i São Paulo.[16]
- Karl Leandersson, Sverige vinner Boston Marathon.[17]

#### Världsrekord

##### Herrar
- 3 000 m – Gaston Reiff, Belgien; 7.58,8
- 10 000 m – Emil Zatopek, Tjeckoslovakien; 29.28,2 i Ostrava
- 10 000 m – Viljo Heino, Finland; 29.27,2 i Kuovola
- 10 000 m – Emil Zatopek, Tjeckoslovakien; 29.21,2 i Ostrava
- Kula – James Fuchs, USA; 17,79 i Oslo
- Diskus – Fortune Gordien, USA; 56,46 i Lissabon
- Diskus – Fortune Gordien, USA; 56,97 i Tavastehus
- Slägga – Imre Nemeth, Ungern; 59,57 i Katowice
- Stafettlöpning 4 x 1 500 meter – Gefle IF (med Olle Åberg, Ingvar Bengtsson, Gösta Bergkvist och Henry Eriksson), 15 min, 30,2 sek, 3 juli i Gävle
- Stafettlöpning 4 x 1 engelsk mile – Gefle IF (med Olle Åberg, Ingvar Bengtsson, Gösta Bergkvist och Henry Eriksson), 16 min, 55,8 sek, 5 augusti i Stockholm

##### Damer
- Kula – Klavdija Totjonova, Sovjetunionen; 14,86 i Tbilisi
- Spjut – Natalja Smirnitskaja, Sovjetunionen 49,59 i Moskva

### Golf

#### Herrar

##### Ryder Cup
- USA besegrar Storbritannien med 7 - 5

##### Majorstävlingar
- The Masters vinns av Sam Snead, USA
- US Open vinns av Cary Middlecoff, USA
- British Open vinns av Bobby Locke, Sydafrika
- PGA Championship vinns av Sam Snead, USA

### Ishockey
- 20 februari - Världsmästerskapet spelas i Sverige för första gången, och ses som det definitiva svenska genombrottet för ishockeysporten.[18] Publikupplopp utbryter när Sverige mötte Kanada på Stockholms stadion. Grindarna bryts ned och det beräknas att 25 000 åskådare såg matchen. Världsmästerskapet vinns av Tjeckoslovakien före Kanada och USA.[19]
- 16 april - Stanley Cup vinns av Toronto Maple Leafs som i finalspelet besegrar Detroit Red Wings med 4–0.[20]
- Okänt datum – Ingen svensk mästare koras detta år.[21]

### Konståkning

#### VM
- Herrar: Richard Button, USA
- Damer: Alena Vrzáňová, Tjeckoslovakien
- Paråkning: Andrea Kékesy & Ede Király, Ungern

#### EM
- Herrar: Edi Rada, Österrike
- Damer: Eva Pawlik, Österrike
- Paråkning: Andrea Kékesy & Ede Király, Ungern

### Motorsport

#### Nascar
- 19 juni - Det allra första Nascarloppet går av stapeln på Charlotte Speedway i North Carolina.[22]

#### Sportvagnar
- Luigi Chinetti och Peter Mitchell-Thomson vinner det första Le Mans 24-timmars efter andra världskriget med en Ferrari 166 MM.

### Rugby
- 23 oktober - Sverige och Danmark spelar båda sina första officiella herrlandskamp i rugby union, svenskarna i Stockholm besegrar danskarna med 6-0.[23][24]

### Skidor, alpina grenar

#### SM

##### Herrar
- Slalom vinns av Sixten Isberg, Åre SLK. Lagtävlingen vinns av Åre SLK

##### Damer
- Slalom vinns av Sara Thomasson, Åre SLK. Lagtävlingen vinns av Åre SLK

### Skidor, nordiska grenar
- 6 mars - Nils "Mora-Nisse" Karlsson, IFK Mora vinner Vasaloppet.[25]

#### SM

##### Herrar
- 15 km vinns av Gunnar Östberg, IF Sandvikarna. Lagtävlingen vinns av Brännans IF.
- 30 km vinns av Nils Karlsson, IFK Mora. Lagtävlingen vinns av IFK Mora.
- 50 km vinns av Nils Östensson, Sälens IF.  Lagtävlingen vinns av Brännans IF.
- Stafett 3 x 10 km vinns av Östersunds SK med laget Hemming Hemmingsson, Manfred Sjöström och Nils Täpp.
- Backhoppning vinns av Evert Karlsson, IF Friska Viljor. Lagtävlingen vinns av IF Friska Viljor.
- Nordisk kombination vinns av Clas Haraldsson, Lycksele IF. Lagtävlingen vinns av Lycksele IF.

##### Damer
- 10 km vinns av Märta Norberg, Vårby IK, och Margit Åsberg-Albrechtsson, IF Friska Viljor. Lagtävlingen vinns av IF Friska Viljor.

### Tennis

#### Herrar
- 28 augusti - USA vinner Davis Cup genom att finalbesegra Australien med 4-1 i Forest Hills.[26]

##### Tennisens Grand Slam
- Australiska öppna -  Frank Sedgman, Australien
- Franska öppna – Frank Parker, USA
- Wimbledon – Ted Schroeder, USA
- US Open – Pancho Gonzales, USA

#### Damer

##### Tennisens Grand Slam
- Australiska öppna –Doris Hart, USA
- Franska öppna – Margaret Osborne, USA
- Wimbledon – Louise Brough, USA
- US Open - Margaret Osborne, USA

### Travsport
- Travderbyt körs på  Solvalla travbana i  Stockholm. Segrare blir den svenska hingsten   Presidenten (SE)  e Bulwark (US) – Singoalla  (SE) e. Fafner J.  (DE). Kilometertid: 1.24,1   Körsven:  Folke Bengtsson
- Travkriteriet vinns av den svenska hingsten   Löjtnant Scott  (SE)  e. Sir Walter Scott  (US) – Astoria  (DE) e Morgan Axworthy  (US).

### Volleyboll
- 18 september
  - Sovjet blir herrvärldsmästare i Prag före Tjeckoslovakien och Bulgarien.[27]
  - Sovjet vinner damernas Europamästerskap i Sofia före Tjeckoslovakien och Polen.[28]

## Evenemang
- VM i bordtennis anordnas i Stockholm
- VM i ishockey anordnas i Stockholm
- VM i konståkning anordnas i Paris, Frankrike.
- EM i konståkning anordnas i Milano, Italien.

## Födda
- 10 januari - George Foreman, amerikansk boxare.
- 12 januari – Ottmar Hitzfeld, tysk fotbollsspelare och -tränare
- 1 februari - Franco Causio, italiensk fotbollsspelare.
- 3 februari – Hennie Kuiper, nederländsk cyklist
- 6 februari – Manuel Orantes, spansk tennisspelare
- 21 februari - Ronnie Hellström, svensk fotbollsspelare.
- 22 februari - Niki Lauda, österrikisk racerförare.
- 23 februari - Bruno Saby, fransk rallyförare.
- 18 mars - Jacques Secrétin, fransk bordtennisspelare.
- 24 mars - Ruud Krol, nederländsk fotbollsspelare och fotbollstränare.
- 25 juni - Patrick Tambay, fransk racerförare och TV-kommentator.
- 13 juli – Helena Fibingerová, tjeckoslovakisk friidrottare
- 22 juli - Lasse Virén, finländsk långdistanslöpare.
- 3 augusti – Valerij Vasiljev, sovjetisk ishockeyspelare – 9-faldig världsmästare
- 28 augusti
  - Conny Torstensson, svensk fotbollsspelare
  - Roy Andersson, svensk fotbollsspelare
- 4 september - Tom Watson, amerikansk golfspelare.
- 12 september – Irina Rodnina, sovjetisk konståkare
- 18 september - Peter Shilton, engelsk fotbollsspelare.
- 26 september - Clodoaldo, brasiliansk fotbollsspelare.
- 20 oktober - Valerij Borzjov, sovjetrysk friidrottare.
- 22 oktober - Arsène Wenger, fransk fotbollstränare.
- 3 november - Larry Holmes, amerikansk boxare.
- 20 november - Juha Mieto, finländsk längdåkare.
- 23 november – Olle Nordin, svensk fotbollsspelare och -tränare
- 27 december - Klaus Fischer, tysk fotbollsspelare.
- 31 december - Tom Kite, amerikansk golfspelare.

## Avlidna
- 2 april - Herman Lantz, svensk skådespelare, manusförfattare och simhoppare.
- 19 april - Ulrich Salchow, svensk konståkare, 10 VM
- 28 december – Jack Lovelock, nyzeeländsk friidrottare, OS-guld 1936

### Fotnoter
1. ↑  Erik Jonsson (20 februari 1944). ”1940–1949”. Svenska Bandyförbundet. Arkiverad från originalet den 17 mars 2020. https://web.archive.org/web/20200317215222/https://www.svenskbandy.se/BANDYFINALEN/HISTORIK/Svenskamastare/Herrar/1940-1949. Läst 18 mars 2020.
2. ↑  Lasse Sandlin (18 januari 2001). ”Besöka Småland - som en vandring i bandyhistorien”. Sportbladet. http://wwwc.aftonbladet.se/sport/0101/18/sandlin.html. Läst 21 juli 2011.
3. ↑  ”1949 World Series” (på engelska). Baseball-Reference.com. http://www.baseball-reference.com/postseason/1949_WS.shtml. Läst 14 juli 2015.
4. ↑  ”Basketball Reference”. http://www.basketball-reference.com/leagues/BAA_1949_games.html. Läst 25 augusti 2011.
5. ↑  ”Sport Statistics”. Arkiverad från originalet den 18 juni 2011. https://web.archive.org/web/20110618003706/http://www.todor66.com/basketball/Europe/Men_1949.html. Läst 24 augusti 2011.
6. ↑  ”Gunnar Nordahl”. Sveriges Radio. 8 maj 2017. https://sverigesradio.se/sida/artikel.aspx?programid=1602&artikel=1308935. Läst 22 mars 2020.
7. ↑  Olof Peronius (29 augusti 2020). ”Uppdrag: Upprepa Gre-No-Lis succé” (på svenska). Expressen. https://www.expressen.se/sport/fotboll/serie-a/uppdrag-upprepa-gre-no-lis-succe/. Läst 22 mars 2020.
8. ↑  ”Hongkong - List of International Matches” (på engelska). RSSSF. http://www.rsssf.com/tablesh/hk-intres.html. Läst 20 augusti 2011.
9. ↑  ”Macao - List of International Matches” (på engelska). RSSSF. http://www.rsssf.com/tablesm/macao-intres.html. Läst 20 augusti 2011.
10. ↑  ”England FA Challenge Cup 1948/1949” (på engelska). RSSSF. http://www.rsssf.com/tablese/engcup1949.html. Läst 19 augusti 2012.
11. ↑  ”Flygolyckor inom idrotten” (på svenska). SVT Sport. 8 september 2011. https://www.svt.se/sport/artikel/fakta-flygolyckor-inom-idrotten. Läst 22 mars 2020.
12. ↑  ”South American Championship 1949” (på engelska). RSSSF. http://www.rsssf.com/tables/49safull.html. Läst 16 augusti 2011.
13. ↑  Jimmy Lindahl (11 mars 2005). ”Svenska cupen – finalmatcher”. Bolletinen. http://www.bolletinen.se/sfs/pdf/stat_h_allsvens_1941_2005_stat_herr_cupen_finalmatcher.pdf. Läst 21 augusti 2012.
14. ↑  ”Cyprus - International Matches - Overview” (på engelska). RSSSF. http://www.rsssf.com/tablesc/cyp-intres.html. Läst 20 augusti 2011.
15. ↑  Martin Alsiö (11 mars 2002). ”Publikrekorden”. SFS. Arkiverad från originalet den 24 augusti 2013. https://www.webcitation.org/6J6u5qHsQ?url=http://www.bolletinen.se/sfs/allsvenskan/publikrek.pdf. Läst 16 augusti 2011.
16. ↑  ”1940” (på portugisiska). Sylvesterloppet. Arkiverad från originalet den 25 februari 2014. https://web.archive.org/web/20140225142805/http://www.saosilvestre.com.br/1940. Läst 19 augusti 2012.
17. ↑  ”Boston Marathon”. Arkiverad från originalet den 27 april 2015. https://web.archive.org/web/20150427035419/http://www.baa.org/races/boston-marathon/boston-marathon-history/past-champions/past-mens-open-champions.aspx. Läst 9 april 2011.
18. ↑  Jonas Cederquist (27 augusti 2004). ”Tre folkkära kronor”. Populär historia. http://www.popularhistoria.se/artiklar/tre-folkkara-kronor/. Läst 12 augusti 2011.
19. ↑  ”Championnats du monde 1949” (på franska). Hockey Archives. 20 februari 1949. https://www.hockeyarchives.info/mondial1949.htm. Läst 15 augusti 2011.
20. ↑  ”NHL 1948/49” (på franska). Hockey Archives. https://www.hockeyarchives.info/NHL1949.htm. Läst 23 mars 2020.
21. ↑  ”Championnat de Suède 1948/49” (på franska). Hockey Archives. 11 mars 1949. https://www.hockeyarchives.info/Suede1949.htm. Läst 15 augusti 2011.
22. ↑  ”NASCAR Founded” (på engelska). history.com. A&E Television Networks. https://www.history.com/this-day-in-history/nascar-founded. Läst 11 juni 2021.
23. ↑  ”Rugby International”. http://www.rugbyinternational.net/countries/sweden.htm. Läst 20 augusti 2011.
24. ↑  ”Rugby International”. http://www.rugbyinternational.net/countries/denmark.htm. Läst 20 augusti 2011.
25. ↑  ”Historiska segrare”. Vasaloppet. Arkiverad från originalet den 22 mars 2020. https://web.archive.org/web/20200322121012/https://www.vasaloppet.se/wp-content/uploads/sites/1/2019/09/historiska_segrare_vasaloppet_sve_2019-09-18.pdf. Läst 5 september 2011.
26. ↑  ”Davis Cup”. http://www.daviscup.com/en/results/tie/details.aspx?tieId=10000732. Läst 20 augusti 2011.
27. ↑  ”Sport Statistics”. Arkiverad från originalet den 4 mars 2016. https://web.archive.org/web/20160304221511/http://www.todor66.com/volleyball/World/Men_1949.html. Läst 24 augusti 2011.
28. ↑  ”Sport Statistics”. Arkiverad från originalet den 27 oktober 2016. https://web.archive.org/web/20161027101758/http://www.todor66.com/volleyball/Europe/Women_1949.html. Läst 24 augusti 2011.